# Geelborstjufferduif
De geelborstjufferduif (Ptilinopus occipitalis) is een duif die alleen voorkomt in de Filipijnen.
De Filipijnse namen voor deze vogel zijn Punay of Taubong.

## Algemeen
De mannetjes en vrouwtjes van deze duif van gemiddelde grootte lijken sterk op elkaar en ook de twee ondersoorten verschillen maar licht van elkaar.
Het voorhoofd, de kruin en de plekken voor de ogen zijn bij P. o. occipitalis grijs. In de nek, bij de zijkanten van de kop en rond de ogen zijn ze kastanjebruin. De rug, romp en bovenzijde van de staart zijn groen. De buitenste staartveren zijn echter grijs aan de uiteinden. De vleugelveren zijn groen tot zwart van kleur met wat wit aan de zijkanten. Het midden van de hals en bovenkant borst is felgeel met daaronder een vuurrode band over de buik. Het midden van de onderkant borst is donkergrijs met wat groen daardoorheen. De flanken zijn groen met grijs. De onderkant van de staart is grijs. De snavel is kastanjebruin bij de basis en oranjegeel aan het uiteinde. De poten zijn paarsachtig rood.
Deze soort wordt inclusief staart zo'n 29,5 centimeter en heeft een vleugellengte van 15,5 centimeter.

## Ondersoorten en verspreiding
Er worden twee ondersoorten onderscheiden:
- P. o. occipitalis: de noordelijke en centrale eilanden van de Filipijnen.
- P. o. incognitus: Mindanao.

## Leefgebied
De geelborstjufferduif komt voor in paartjes of alleen in bossen tot een hoogte van zo'n 1800 meter boven zeeniveau.

## Voortplanting
Deze soort paart van februari tot en met april. Over het nest en de eieren is in het wild niets bekend.